# Hemichloreis exoterica
Hemichloreis exoterica är en fjärilsart som beskrevs av Edward Meyrick 1888. Hemichloreis exoterica ingår i släktet Hemichloreis och familjen mätare. Inga underarter finns listade i Catalogue of Life.